# 楊紹祗
楊紹祗（越南语：／，1900年—1979年），越南阮朝官員，慶雲男楊琳之孫。

## 生平
1930年，由戶政二項參佐試中知縣，補三項知縣對授編修。1932年，由鶴池知縣改任錦溪知縣。1933年，改任海後知縣。1934年，陞二項知縣。1936年，陞一項知縣。1937年，改任懿安知縣。
1938年，陞二項知府，對授從四品侍講學士，同年由懿安二項知府改任義興知府。1940年，陞一項知府，對授正四品侍讀學士。1943年，陞二項布政使，對授從三品光祿寺卿。後任南定商佐。
越南共和國時期，曾任職於預算和外援總局。

## 家庭
楊紹祗的祖父是慶雲男楊琳，父親是舉人楊嗣璠，詩人楊珪是楊紹祗祖父的兄長。
海陽總督進士楊紹祥是楊紹祗的兄長。
育有十七個子女，其中有五個夭折。女兒楊雲梅·艾略特是一位作家，著有家族回憶錄《聖楊：一個越南家庭四代人的生活》（The Sacred Willow: Four Generations in the Life of a Vietnamese Family）。